# Landschaftsschutzgebiet Hangwiese Steinbrink

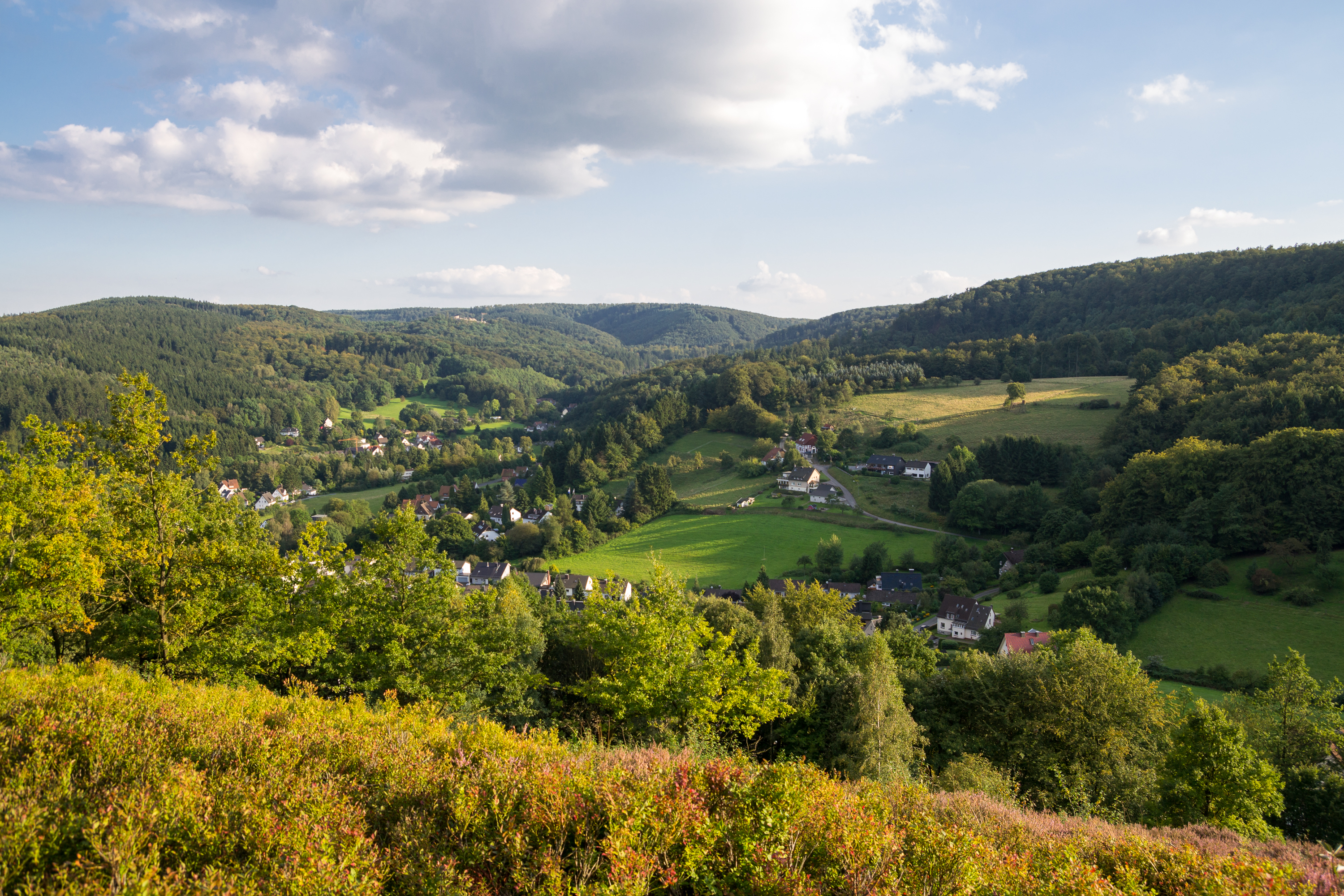
Landschaftsschutzgebiet Hangwiese Steinbrink in Bildmitte

Das Landschaftsschutzgebiet Hangwiese Steinbrink mit etwa 7,9 ha Flächengröße liegt südwestlich von Berlebeck im Stadtgebiet von Detmold. Es wurde 2006 mit dem Landschaftsplan Detmold durch den Kreistag des Kreises Lippe als Landschaftsschutzgebiet (LSG) ausgewiesen.

## Beschreibung
Das LSG umfasst unterschiedlich intensiv genutzte Grünlandbereiche mit einzelnen Obstgehölzen in den Randbereichen, eine brachgefallene Grünlandfläche im Wald und eine Laubwaldfläche. Das Naturschutzgebiet Östlicher Teutoburger Wald grenzt im Süden und Südwesten direkt an. Zum Wert des Schutzgebietes führt der Landschaftsplan aus: „Sein Wert für den Arten- und Biotopschutz ergibt sich aus seiner Strukturvielfalt.“

## Schutzzwecke für das LSG
Laut Landschaftsplan erfolgte die Ausweisung des LSG
- „zur Erhaltung und Wiederherstellung der Leistungsfähigkeit des Naturhaushaltes in ökologisch besonders wertvoll strukturierten Bereichen mit Wasser-, Klima- und Biotopschutzfunktionen,“
- „zur Erhaltung und Wiederherstellung von Quellbereichen und naturnahen Fließgewässern, Wald- und Grünlandbereichen unterschiedlicher Feuchtestufen, Feldgehölzen, Hecken und Obstwiesen,“
- „zur Erhaltung morphologisch ausgeprägter Bereiche zur Sicherung der landschaftlichen Eigenart und Vielfalt für die Erholung,“
- „zur Erhaltung wertvoller Biotopkomplexe aus Wald-Grünlandbereichen, Fließgewässern und Quellen sowie Biotopen nach § 62 LG mit wichtigen Refugial-, Puffer-, Trittstein- und Vernetzungsfunktionen,“
- „zur Erhaltung und Wiederherstellung wichtiger Rückzugsräume für die bedrohte Tier- und Pflanzenwelt,“
- „zur Sicherung der das Orts- und Landschaftsbild gliedernden und belebenden und die dörflichen Siedlungsstrukturen prägenden Freiraumelemente.“[1]

## Rechtliche Vorschriften
Im Landschaftsschutzgebiet ist unter anderem das Errichten von Bauten und Fischteichen verboten. Grün- und Brachland darf nicht in eine andere Nutzungsart umgewandelt oder umgebrochen werden.